# Вадим (роман)
«Вади́м» — незавершённый роман Михаила Лермонтова, создававшийся в период 1832—1834 годов. В центре романа — «конфликт между титанической личностью и обществом, история мести героя за попранное в нём гражданское и человеческое достоинство». Действие романа разворачивается в окрестностях реки Суры во время пугачёвского восстания: главный герой, горбун Вадим, охвачен жаждой мести обидчику своего отца, помещику Палицыну, между тем как сестра Вадима влюбляется в сына помещика.
Авторское название романа неизвестно, поскольку в рукописи вырван первый лист. Обложка рукописи покрыта зарисовками, сделанными рукой Лермонтова и изображающими всадников, картину кулачного боя и множество разнообразных мужских и женских фигур. Впервые роман опубликован П. А. Ефремовым в журнале «Вестник Европы» (1873, кн. 10, стр. 458—557) под названием «Юношеская повесть М. Ю. Лермонтова». П. А. Висковатов при публикации в 1891 году дал роману заглавие «Горбач — Вадим. Эпизод из Пугачёвского бунта (юношеская повесть)», а И. М. Болдаков назвал её «Вадим. Неоконченная повесть», после чего за этим произведением укрепилось название «Вадим».

## Сюжет
Действие происходит в середине 1770-х годов, в разгар восстания Пугачёва, в помещичьей усадьбе Палицыно и её окрестностях на берегу реки Суры (вероятнее всего в Пензенской провинции).
Один из нищих, просящих подаяние возле стен монастыря, молодой горбун Вадим, обращается к помещику Борису Петровичу Палицыну с просьбой взять его к себе на работу. Вадим становится слугой в имении Палицына и постепенно заслуживает доверие помещика. У Палицына воспитывается восемнадцатилетняя Ольга, дочь покойного помещика-соседа. Несмотря на пожилой возраст и почти на глазах у жены, Палицын пытается соблазнить Ольгу, однако ей удаётся отвергать его ухаживания. Однажды Вадим признаётся Ольге, что он её старший брат, а их отец-помещик когда-то был лучшим другом Палицына, но затем они поссорились, после чего Палицын стал сживать их отца со света. Лишившись имения и всего имущества, их отец умер, а Вадима приютили в монастыре, однако затем он, не найдя ни в ком сочувствия, решил стать нищим. Ольгу же в трёхлетнем возрасте взял на воспитание сам Палицын, скрыв правду об обстоятельствах смерти её отца. Вадим говорит Ольге о том, что он готовит страшную месть Палицыну и всей его семье, и Ольга соглашается помогать в этом Вадиму.
Между тем в округе уже ходят слухи о том, что Пугачёв поднял восстание и там, куда приходят его отряды, вешают помещиков. Вадим оказывается одним из значимых людей в окружении Белобородова, известным как «Красная шапка». Расквитаться с Палицыным он собирается после того, как пугачёвские отряды доберутся до их мест.
После службы в армии в имение возвращается Юрий, сын Палицына, и вскоре влюбляется в Ольгу, которая отвечает ему взаимностью, хотя и ощущает свою любовь как предательство Вадима. Узнав об этом, Вадим озлобляется ещё больше, понимая, что от него отвернулся единственный человек, который его любил и которого любил он. Когда Юрий с матерью и Ольгой посещают службу в монастыре, происходит первое нападение пугачёвцев. Всех помещиков, в том числе мать Юрия, растерзывают казаки и толпа, однако Юрию и Ольге удаётся скрыться. Борис Петрович в это время находится на охоте и ночует в домике вдовы-солдатки. Узнав о том, что казаки разыскивают помещика, солдатка прячет Палицына, а на следующий день её сын отводит помещика в лесную чащу, где находится Чёртово логовище — полузаброшенные подземные пещеры, в которых когда-то жители прятались от набегов захватчиков.
Юрий, желая спасти и своего отца, и Ольгу, оставляет девушку в бане на окраине села, а затем возвращается за ней. По дороге его встречает его верный слуга Федосей, который предлагает привести Ольгу Юрию, чтобы не подвергать того опасности. Федосей выводит Ольгу из бани, но на пороге его убивает топором Вадим, который уверен, что расправляется с Юрием. Увидев, что он убил невинного человека, Вадим плачет. Тем временем Ольга убегает к Юрию и они вдвоём скрываются в лесу, случайно набредая на пещеры в Чёртовом логовище, где встречают Бориса Петровича.
Сын солдатки, который должен был приносить еду Палицыну, не приходит, и через сутки Юрий сам пробирается к ней в дом. В это время к солдатке в поисках Палицына приходит Вадим с казаками, и солдатка прячет Юрия в подполе. Казаки пытают солдатку и избивают её сына, но те не выдают местонахождения помещика.

## История создания
Написание романа условно датируется в пределах 1832—1834 годов, накануне поступления и во время обучения Лермонтова в Школе гвардейских подпрапорщиков и кавалерийских юнкеров. Учившийся вместе с Лермонтовым в Школе А. Меринский вспоминал, что однажды Лермонтов рассказал ему о плане начатого им романа: «Роман этот был из времён Екатерины II, основанный на истинном происшествии, по рассказам его бабушки. Не помню хорошо всего сюжета, помню только, что какой-то нищий играл значительную роль в этом романе…».
Отдельные эпизоды романа, действительно, восходят к устным преданиям о пугачёвщине в Пензенской губернии: родные поэта, соседские помещики и крепостные в Тарханах ещё хорошо помнили о событиях, связанных с восстанием, охватившим в том числе и Пензенскую губернию. Отряды Пугачёва заняли Пензу в августе 1774 года. Пугачёвцы побывали и в Тарханах, где хотели повесить управляющего Злынина, однако тот успел раздать крестьянам господский хлеб и таким образом избежал расправы. Среди дворян, убитых пугачёвцами, было немало родственников и знакомых бабушки Лермонтова. В рассказах о восстании упоминался и Нижнеломовский мужской монастырь (в 50 верстах к северу от Тархан), который был описан в романе.

## Художественные особенности
Советские литературоведы отмечали, что художественные принципы романа «отличаются крайней противоречивостью». С одной стороны, в нём представлены такие особенности, «как красочность и необычность образов, контрасты, напряжённость личных и социальных страстей, мелодраматизм диалогов, эмоциональность эпитетов, острота афоризмов, нагромождение гипербол и т. д.», которые связывают роман с русской и западноевропейской романтической традицией. Вместе с тем, в романе присутствуют реалистические сцены, построенные на живой разговорной речи. Н. Н. Петрунина отмечает, что для стилистики романа характерны «исповедальный тон и повышенная экспрессия монологов героя и созвучных им авторских сентенций и афоризмов; поэтика контрастов добра и зла, света и тени, высокой патетики и бытового просторечия; зловещее „рембрандтовское“ освещение».
Романтический элемент в первую очередь сопровождает изображение Вадима, который «воплощает в себе бунтарское начало протеста» и в целом принадлежит к числу тех художественных образов, которые, начиная с юношеской лирики Лермонтова и кончая «Демоном», являются «художественным воплощением социально-философских размышлений и соответствующих психологических переживаний поэта». По словам Б. В. Томашевского, Вадим — «демоническая личность, гротескный урод, вызывающий отвращение, носитель зла, мстящий миру». В качестве одной из причин того, что роман остался незавершённым, исследователь называл осознание автором того факта, что «век романтических Дон Кихотов проходил».
В романе заметно фабульное сходство с романом Пушкина «Дубровский» (два соседа-помещика дружат, однако затем из-за пустякового повода становятся врагами, и один сживает со света другого). По предположению Ираклия Андроникова, это связано с тем, что в основе этого сходства лежал один и тот же факт: судебная тяжба между тамбовскими помещиками С. П. Крюковым и И. Я. Яковлевым. Б. В. Томашевский указывал также на связь романа Лермонтова с западноевропейскими историческими романами той эпохи — в частности, «Шуанами» Бальзака и «Айвенго» Вальтера Скотта .

## В других видах искусства

### Иллюстрации
- Роман иллюстрировали: В. П. Белкин, С. С. Бойм, В. И. Комаров, Н. В. Кузьмин, М. Е. Малышев, В. А. Милашевский, Ю. Л. Оболенская, З. Пичугин, М. В. Ушаков-Поскочин, В. Челинцева, А. Чикин[1].

### Музыка
- На сюжет романа написаны оперы С. В. Аксюка «Пугачёвцы» (1937) и Г. Г. Крейтнера «В грозный год» (1951—1952)[1].

### Кинематограф
- В 1910 году фирма А. А. Ханжонкова выпустила фильм «Вадим (из времён Пугачёва)»[1] — одну из первых экранизаций произведений Лермонтова.
- В 1973 году итальянский режиссёр Антонио Календа снял экранизацию романа под названием «День ярости» (итал. Il giorno del furore, также известен как «Одно русское лето», англ. One Russian Summer). В фильме снимались Джон Макинери (Вадим), Оливер Рид (Палицын), Кароль Андре (Ирена, сестра Вадима), Клаудия Кардинале (Аня, любовница Палицына).